# Narciso Yepes

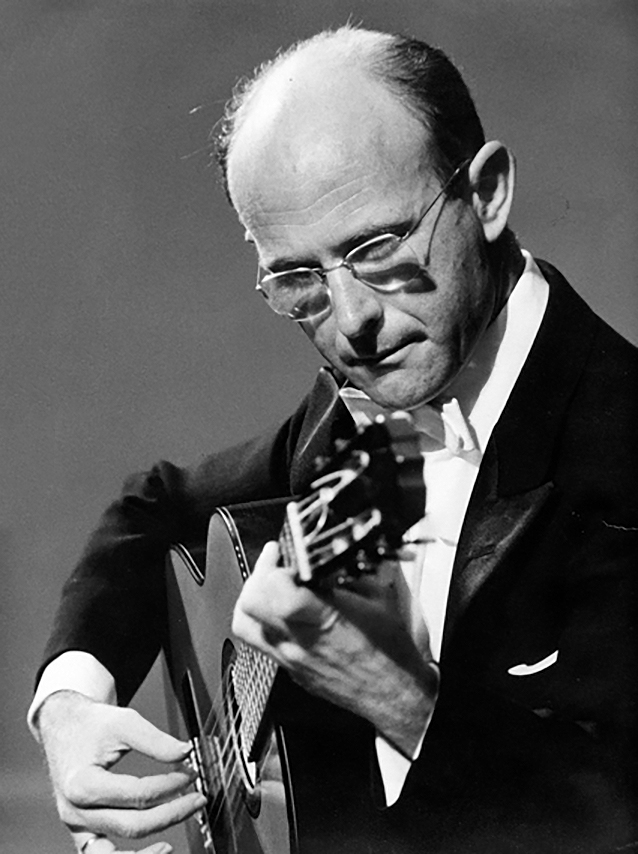
Narciso Yepes (1962)

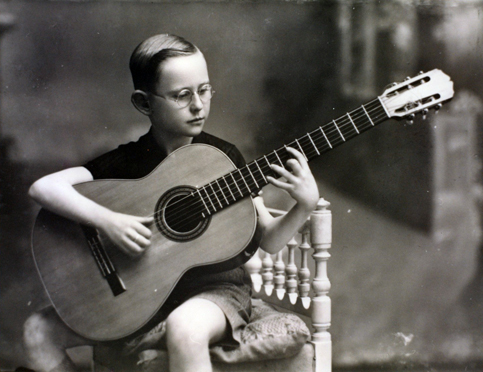
Narciso Yepes (1939)

Narciso García Yepes (* 14. November 1927 in Lorca; † 3. Mai 1997 in Murcia) war ein spanischer klassischer Gitarrist, Lautenist, Arrangeur und Komponist. Mit Andrés Segovia und Miguel Llobet gehört er zu den größten Gitarristen Spaniens. Er spielte auf einer zehnsaitigen Gitarre, welche er mit dem Gitarrenbauer José Ramírez III entwickelte. 1952 arrangierte er die Musik zum Oscar-prämierten Film Verbotene Spiele (Jeux interdits).

## Leben
Im Alter von vier Jahren bekam er von seinem Vater seine erste Gitarre geschenkt. Zu dieser Zeit wurde er stark beeinflusst durch die Volksmusik Spaniens. Erste Unterweisungen erhielt er mit sechs Jahren von Jesús Guevara in Lorca. Mit Beginn des Spanischen Bürgerkrieges 1936 zogen seine Eltern nach Valencia. Im Alter von 12 Jahren begann er seine Studien am Konservatorium von Valencia. Sein Lehrer Vicente Asencio stellte hohe Anforderungen an ihn und brachte ihn dazu, seinen eigenen Stil zu entwickeln. Daneben spielte er mit verschiedenen Flamenco-Sängern, um seine Technik und sein rhythmisches Gefühl zu verbessern. Neben Manuel de Falla gilt er als einer der spanischen Musiker aus dem Bereich der klassischen Musik, die intensiven Kontakt zum Flamenco pflegten. Sein Debüt gab er im Teatro Serrano in Valencia.
In Madrid erhielt er Unterricht von Regino Sáinz de la Maza und Joaquín Rodrigo. Im Jahre 1947 brachte ihm seine Aufführung des Concierto de Aranjuez von Joaquín Rodrigo mit dem Kammerorchester unter der Leitung von Ataúlfo Argenta im Teatro Español in Madrid viel Anerkennung von Publikum und Kritikern ein. Bei der Ersteinspielung dieses Konzerts für die Schallplatte 1955 spielte Yepes den Solopart.
1948 gab er eine Reihe sehr erfolgreicher Konzerte in der Schweiz. In Paris wurden seine Bezugspersonen Nadia Boulanger, George Enescu und Walter Gieseking. 1952 arrangierte und spielte er die Musik für den Film Verbotene Spiele (Jeux interdits) von René Clement. Der Film selbst war sehr erfolgreich und erhielt zahlreiche Preise, unter anderem bei den Internationalen Filmfestspielen von Venedig, von Cannes und den Oscar für den besten fremdsprachigen Film.
Im Jahre 1964 ließ sich Narciso Yepes eine zehnsaitige Gitarre bauen und nutzte seitdem bei seinen Auftritten die erweiterten Klangmöglichkeiten dieses Instruments. Außerdem veröffentlichte er zahlreiche wenig bekannte Kompositionen für die Gitarre aus der Zeit der Renaissance und des Barock, etwa in der vom Schott-Verlag herausgegebenen Reihe Edition Narciso Yepes (enthaltend Werke von Fernando Sor, Johann Sebastian Bach, Luis Milán, Thomas Robinson, Salvador Bacarisse, Georg Philipp Telemann, David Kellner, Emanuel Adriaensen, Eugéne Roldan sowie anonyme und eigene Werke), sowie einige für ihn komponierte Werke des 20. Jahrhunderts und eigene Bearbeitungen katalanischer Volkslieder (vgl. Narciso Yepes: Die schönsten Stücke aus seinem Repertoire. Mainz 2009).
In den 1980er-Jahren führten ihn Konzertreisen in viele Länder, auch in die Sowjetunion und nach Japan. Viele Komponisten widmeten ihm ihre neuerschaffenen Kompositionen, die er oft selbst uraufführte. 1983 gründete er das Festival der klassischen Musik in Andorra.
Ab 1993 musste er seine Konzerttätigkeit aufgrund einer Krankheit stark einschränken. Seinen letzten öffentlichen Auftritt gab er 1996 in der spanischen Stadt Santander.

## Auszeichnungen
- 1964 Lieblingssohn der Stadt Lorca
- 1964 Lorbeere Murcias
- 1977 Ehrendoktor der Universität Murcia
- 1977 Mitglied der Royal Academy Alfonso X El Sabio aus Murcia
- 1978 Lieblingssohn der Region Murcia
- 1984 Preis der Sociedad General de Autores y Editores
- 1985 Preis der Radiotelevisión Española
- 1986 Musik-Nationalpreis des Spanischen Kulturministeriums
- 1986 Berater des Hohen Rates für Kultur und Bildende Kunst
- 1989 Mitglied der Königlichen Akademie der Schönen Künste von San Fernando
- 1989 Goldmedaille Lorcas

## Filmografie
- 1952: Verbotene Spiele (Jeux interdits)
- 1961: Das Mädchen mit den goldenen Augen (La fille aux yeux d’or)
- 1967: El amor brujo
- 1971: Concierto de Aranjuez
- 1985: La tarde
- 1991: When the Fire Burns: The Life and Music of Manuel de Falla
- 1991: La viuda del capitán Estrada
- 1996: La Celestina
- 2002: King Rikki
- 2010: 't Schaep Met De 5 Pooten

## Rezeption
„In meiner Jugend in den Siebzigern war die „Hifi Stereophonie“ das absolute Flaggschiff der gehobenen Musikrezension und eine wichtige Quelle der Information in meinem Klassik geneigten Umfeld. […] Als ich die 12 Etudes von Villa-Lobos zu spielen begann, kaufte ich von meinem schmalen Taschengeld jene Aufnahme von Narciso Yepes, die in nämlichem Blatt in allen Kriterien die Höchstbewertung erhalten hatte und als ewige Referenz bejubelt worden war. Und was hörte ich dann? Eine schon für meine damalige völlig ungebildete Wahrnehmung musikbeamtenhaft herunterbuchstabierte hölzern uninspirierte Pflichtübung […]“

„Johann Sebastian Bach: Werke für Laute; Narciso Yepes, Barock-Laute; Archiv-Produktion 2708 030 (2 Platten). Die Kassette enthält – es ist das erste Mal – alle sieben Solowerke, die Bach für Laute geschrieben hat. Narciso Yepes spielt sie gelassen, völlig uneitel, mit einer Art von inbrünstiger Sachlichkeit, die bisweilen den Anschein von Trockenheit hervorruft. Dem Hörer geht keine Einzelheit verloren, auch nicht der Spaß, den der Spieler gehabt hat, aber auch nicht seine asketische Disziplin, die die Hoffnung nährt, irgendwann einmal gehe die Musik mit ihm durch – aber das ist ein Irrtum.“